# Konrad Rabensteiner zu Döhlau
Konrad Rabensteiner zu Döhlau († 28. Januar 1521 in Hof) war Amtmann vom Epprechtstein in Brandenburg-Kulmbach.
Konrad, auch Kunz Rabensteiner zu Döhlau stammte aus dem fränkischen Adelsgeschlecht der Rabensteiner zu Döhlau. Er war der Sohn von Friedrich Rabensteiner, der die Konradsreuther Linie begründete, die mit dem oberen Schloss auch zur Hälfte in der Ortschaft Döhlau vertreten blieb. Konrad war verheiratet mit Magdalena von Bibra. Aus der Ehe sind vier Söhne und eine Tochter bekannt. Balthasar, Melchior, Asmus und in der Literatur teilweise auch Alexander wurden kurzzeitig als Amtmänner auf der Burg Epprechtstein mit dem Ort Kirchenlamitz geführt. 
Konrad war mehrfach Gefolgsmann des Markgrafen Albrecht Achilles, unter anderem in den Kriegszügen gegen den Herzog Karl von Burgund 1474 und gegen den Herzog Johann von Sachen. Von seiner Teilnahme an der Schlacht bei Crossen berichtet Wilwolt von Schaumberg. Den Markgrafen Friedrich unterstützte er 1488 bei der Befreiung des späteren Königs Maximilian in den Niederlanden. Von 1495 bis zu seinem Tod war er Amtmann vom Epprechtstein. 1502 nahm er an einem Schiedsgericht teil, an dem auch der Hauptmann Konrad von Wirsberg beteiligt war. Aus der Chronik von Enoch Widmann geht hervor, dass er 1521 auf dem Markt in Hof von Knechten des Erhard von Feilitzsch erstochen und im Bereich des Hofer Klosters bestattet wurde.